# Långbrotjärnen, Dalarna
Långbrotjärnen är en sjö i Rättviks kommun i Dalarna och ingår i Dalälvens huvudavrinningsområde.